# Chelsea Football Club 1955-1956
Questa voce raccoglie le informazioni riguardanti il Chelsea Football Club nelle competizioni ufficiali della stagione 1955-1956.

## Stagione
Nell'FA Charity Shield il Chlesea incontra il Newcastle e lo batte 3-0, vincendo il trofeo.
Il campionato inglese inizia il 20 agosto 1955 e il Chelsea comincia con una sconfitta casalinga per 0-2 contro il Bolton, a cui segue una vittoria per 3-1 contro l'Huddersfield. I Blues pareggiano poi per 1-1 contro l'Arsenal e 0-0 contro l'Huddersfield, seguono tre sconfitte consecutive: 1-5 contro il Portsmouth, 1-2 contro il Blackpool e 3-4 contro il Sunderland. Dopo un pareggio contro l'Aston Villa per 0-0, il Chelsea viene nuovamente sconfitto, questa volta per 1-2 contro il Wolverhampton. La squadra si riprende battendo il Manchester City e il Charlton Athletic per 2-1, il Tottenham per 2-0 e il Preston North End per 3-2. Dopo un pareggio senza reti con il Burnley, i Blues alternano sconfitte (0-3 contro Birmingham e Manchester United) con vittorie (2-0 contro il West Bromwich Albion e 1-0 contro il Sheffield United), fino al pareggio contro l'Everton per 3-3. In seguito vince 2-1 contro il Newcastle, viene sconfitto 0-4 dal Bolton e vince 2-0 contro l'Arsenal. Dopo due partite con il Cardiff (finite 1-1 e 2-1 per i Blues), il Chelsea pareggia 4-4 contro il Portsmouth e perde 2-3 contro il Sunderland, batte 4-1 l'Aston Villa e viene sconfitta 2-3 dal Wolverhampton. A un 2-2 con il Manchester city segue una vittoria per 3-1 contro il Charlton Athletic e cinque sconfitte consecutive (contro Tottenham per 0-4, Manchester United per 2-4, Burnley per 0-5, Birmingham per 1-2 e West Bromwich Albion per 0-3). Seguono un pareggio per 2-2 contro il Luton, una sconfitta per 0-1 contro il Preston North End, un altro pareggio contro il Luton senza reti e una sconfitta per 1-2 contro lo Sheffield United. Il campionato termina con una vittoria per 6-1 contro l'Everton, un pareggio per 1-1 contro il Newcastle e una vittoria per 2-1 contro il Blackpool, portando la squadra londinese a raggiungere la sedicesima posizione.
Il Chelsea inizia l'FA Cup dal terzo turno, battendo 1-0 l'Hartlepool United; nel quarto turno i Blues sconfiggono il Burnley 2-0, vengono tuttavia battuti nel turno successivo 0-1 dall'Everton, uscendo quindi dalla competizione.

## Maglie e sponsor
Nella stagione 1955-1956 del Chelsea non sono presenti né sponsor tecnici né main sponsor. La divisa primaria è costituita dalla maglia blu con colletto a polo bianco, calzoncini bianchi e calzettoni neri con tre strisce come decorazione, delle quali due (quelle alle estremità) sono bianche e una blu. La divisa da trasferta è costituita da maglia rossa con colletto a polo bianco, calzoncini bianchi e calzettoni con le medesime decorazioni di quelli casalinghi.
| Casa | Trasferta |

## Rosa
Fonte:

## Calciomercato
| Acquisti | Acquisti       | Acquisti       | Acquisti |
| R.       | Nome           | da             | Modalità |
| -------- | -------------- | -------------- | -------- |
| D        | Dick Whittaker | St. Mary's AFC | ?        |

| Partenze | Partenze    | Partenze  | Partenze |
| R.       | Nome        | da        | Modalità |
| -------- | ----------- | --------- | -------- |
| A        | Bobby Smith | Tottenham | ?        |
| C        | Andy Bowman | Hearts    | ?        |

## Statistiche

### Statistiche di squadra
| Competizione   | Punti | Totale | Totale | Totale | Totale | Totale | Totale |
| Competizione   | Punti | G      | V      | N      | P      | Gf     | Gs     |
| -------------- | ----- | ------ | ------ | ------ | ------ | ------ | ------ |
| Campionato     | 39    | 42     | 14     | 11     | 17     | 64     | 77     |
| FA Cup         | -     | 3      | 2      | 0      | 1      | 3      | 1      |
| Charity Shield | -     | 1      | 1      | 0      | 0      | 2      | 0      |
| Totale         | -     | 46     | 17     | 11     | 18     | 69     | 78     |